# Pâté à la viande

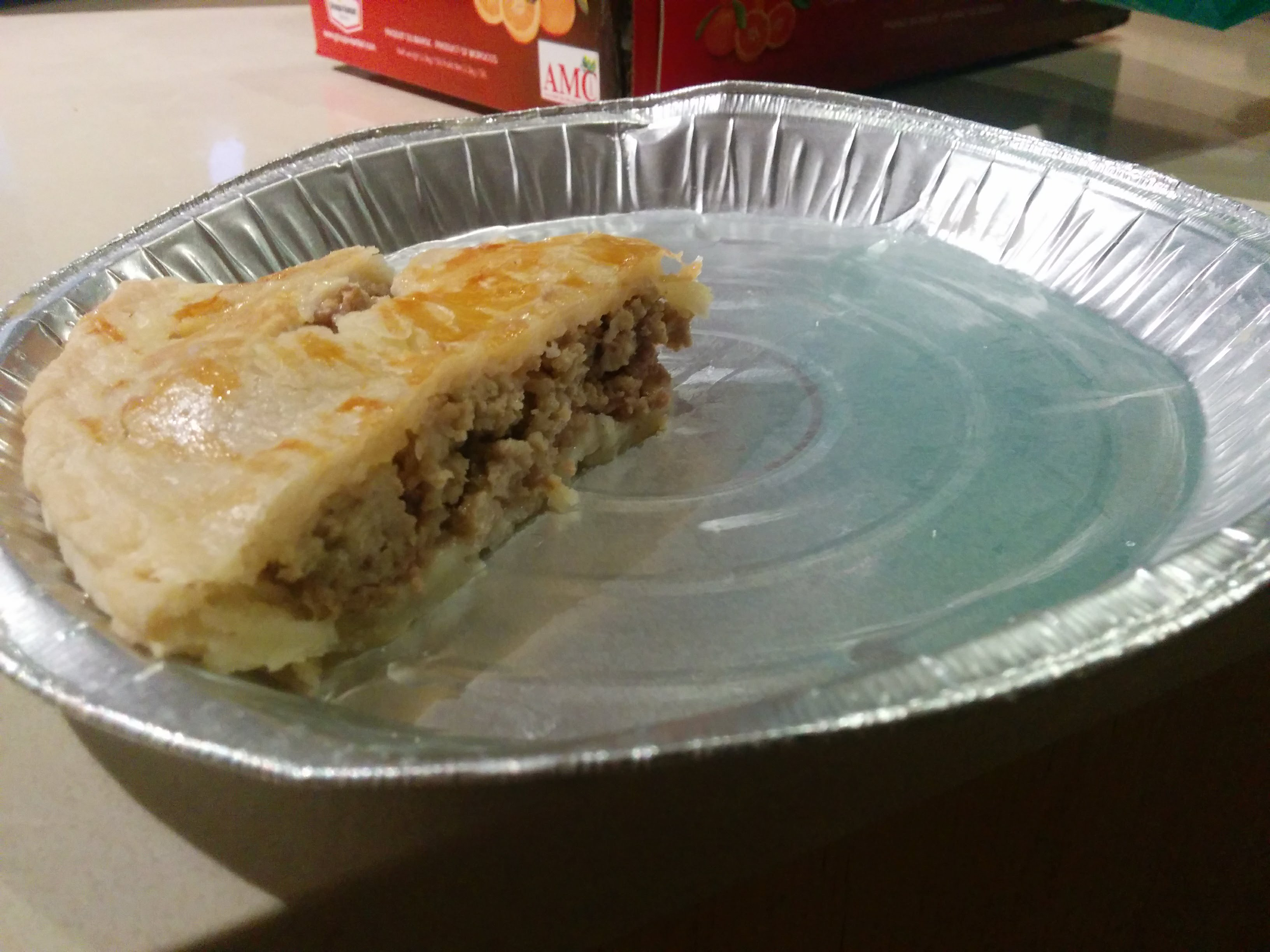
Porció de pâté à la viande.

El pâté à la viande (de vegades anomenat incorrectament tourtière) és una especialitat culinària de la província de Quebec. És una mena de pastís de carn.
Els ingredients són la carn de porc, cebes, canyella i clau d'espècie bullits amb foc lent (com els cretons). La patata es substitueix per pa ratllat. La pasta és pasta trencada.
Normalment, es prepara durant la temporada de les vacances.
Prové del Quebec, és una recepta ancestral que antigament es deia tourtière que es componia de tourte (pastís) en comptes de carn de porc.